# Ятранка
Ятранка, Ятра — річка у Новогрудському й Дятловському районах, Гродненська область, Білорусь. Права притока Мовчаді (басейн Німану).

## Опис
Довжина річки 31 км, похил річки 2,4 м/км;, площа басейну водозбору 208 км², середньорічний стік 1,33 м³/с. Формується притоками, безіменними струмками та загатами. Річище від витоку протягом 4,7 км каналізоване.

## Розташування
Бере початок біля села Ярошичи. Тече переважно на північний захід через село Ятра й на півдні селища Новоєльня впадає в річку Мовчадь, ліву притоку Німану.
Основні притоки: Мутниця, Лапушанка.